# 1418

## Esdeveniments
Països Catalans
- Dalmau de Mur i de Cervelló és remogut com a bisbe de Girona.
- Joan Fiveller és nomenat conseller en cap de Barcelona.
- Barcelona: Pere Joan esculpeix la façana del Palau de la Generalitat.

Resta del món
- Les Corts del Regne de València creen la Diputació del General del Regne de València.
- 22 d'abril: finalitza el Concili de Constança.[1]
- 30 de juliol, Rouen, Regne de França: S'inicia el Setge de Rouen en el marc de la Guerra dels Cent Anys, que capitulà el 20 de gener davant dels anglesos.
- La família reial francesa s'instal·la a la Turena.
- Carpi: Giovanni Pio, Alberto II Pio "il Vecchio", Giberto II Pio i Galasso II Pio fills de Marco I Pio, són associats per aquest al govern de la senyoria de Carpi.
- Finalitza el Concili de Constança.
- Joan VII de Wallenrode finalitza el seu mandat com a arquebisbe de Riga.
- Sejong el Gran, de la Dinastia Joseon, ascendeix al tron de Corea.
- Filippo Brunelleschi comença la cúpula de la catedral de Florència (acabarà en 1436).
- Primer imprès xilogràfic europeu conservat (en la Bibliothèque royale de Bruxelles): una estampa de la Mare de Déu.

## Naixements
Països Catalans
- Joan Ramon Folc II de Prades o Joan Ramon Folc III de Cardona, Ccomte de Cardona, comte de Prades, baró d'Entença i vescomte de Vilamur.

Resta del món
- Joangaleàs II Manfredi, fill pòstum de Joangaleàs I Manfredi, noble italià.
- Regne de Xipre: Anna de Lusignan o Anna de Xipre, princesa de Xipre i duquessa consort de Savoia.
- Helsingborg, Dinamarca: Cristòfor de Baviera, rei de Dinamarca, Kalmar, de Dinamarca, Suècia i Noruega.
- Florència, República de Florència: Agostino di Duccio, escultor florentí.
- Nantes: Pere II de Bretanya, duc de Bretanya del 1450 al 1457.

## Necrològiques
Països Catalans
- 12 de maig, Sarrià, Barcelona: Violant de Pallars, monja clarissa, abadessa de Pedralbes.[2]
- Barcelona: Pere de Sagarriga i de Pau, Bisbe de Lleida i arquebisbe de Tarragona.

Resta del món
- Valladolid: Caterina de Lancaster, princesa anglesa, infanta de Castella, reina consort de Castella (1393 - 1406) i regent de Castella (1406 - 1416).
- Giovanni Pio, fill de Marco I Pio, associat pel seu pare aquell any al govern de la senyoria de Carpi junt amb tres germans més.
- Piero Bonifacio Acquaviva, militar italià.